# Lego: Przygoda
Lego: Przygoda (oryg. The Lego Movie) – animowana komedia z 2014 roku w reżyserii Phila Lorda i Christophera Millera. Pierwszy film franczyzy Lego: Przygoda.

## Fabuła
Film opowiada historię ludzika Lego o imieniu Emmet, który dowiaduje się, że jest legendarnym wybrańcem, mającym wyzwolić krainę klocków spod władzy okrutnego dyktatora – Lorda Biznesa.

## Obsada
- Chris Pratt jako Emmet
- Morgan Freeman jako Witruwiusz
- Elizabeth Banks jako Żyleta/Lucy
- Liam Neeson jako Zły glina/Dobry glina
- Channing Tatum jako Superman
- Will Ferrell jako Lord Biznes/Prezes Biznes, Wszechmocny z góry
- Jonah Hill jako Zielona Latarnia
- Cobie Smulders jako Wonder Woman
- Will Arnett jako Batman
- Alison Brie jako Kicia Rożek
- Nick Offerman jako Stalowobrody
- Charlie Day jako Benek
- Shaquille O’Neal jako on sam
- Todd Hansen jako Gandalf Szary
- Keith Ferguson jako Han Solo
- Anthony Daniels jako C-3PO
- Jadon Sand jako Finn

### Wersja polska
- Piotr Bajtlik – Emmet Klockowski
- Ewa Andruszkiewicz – Lucy
- Miłogost Reczek – Witruwiusz
- Marta Dobecka – księżniczka Kicia Rożek
- Krzysztof Banaszyk – Batman / Bruce Wayne
- Maciej Kowalik – Benek
- Adam Bauman – Stalowobrody
- Wojciech Paszkowski –
  - Prezes / Lord Biznes,
  - Ojciec Finna
- Jarosław Boberek – Dobry / Zły glina
- Jakub Jankiewicz – Finn

## Odbiór

### Box office
Budżet filmu jest szacowany na 60 milionów dolarów. W Stanach Zjednoczonych i Kanadzie film zarobił blisko 258 mln USD, w innych krajach przychody ponad 210 mln, a łączny przychód z biletów wyniósł ponad 468 milionów dolarów.

### Krytyka w mediach
Film spotkał się z pozytywną reakcją krytyków. W agregatorze recenzji Rotten Tomatoes 96% z 250 recenzji jest pozytywne, a średnia ocen wystawionych na ich podstawie wyniosła 8,15. Z kolei w agregatorze Metacritic średnia ważona ocen z 43 recenzji wyniosła 83 punkty na 100.

## Kontynuacje i spin-offy
W 2017 roku pojawiły się dwa spin-offy filmu Lego: Przygoda – Lego Batman: Film i Lego Ninjago: Film. W 2018 roku wyszedł serial Kicia Rożek który został poświęcony jednej z postaci z filmu – księżniczce Kici Rożek. Z kolei w 2019 pojawił się sequel filmu, Lego: Przygoda 2.